# 蓝钦
卡爾·L·蓝钦（英語：Karl Lott Rankin，1898年9月4日—1991年1月15日），美国外交官，曾任美国驻中华民国大使及美國駐南斯拉夫大使。
蓝钦毕业于普林斯顿大学土木工程系。1927年后的20多年间，派驻东欧地区。1949年，任美国驻广州总领事。后任美国驻香港总领事。1950年任美国驻中华民国大使馆临时代办暨公使，1953年美国总统艾森豪威尔任命其赴台北擔任美国驻中华民国大使，直至1957年离任。1978年與Ruth Thompson Garcelon結婚。
蓝钦在美國駐中華民國大使任內，多次關心陳冠英在1953年因文字獄被處死的案件。1957年5月，台北爆發劉自然事件，美國駐中華民國大使館被搗毀，他代表美國政府向蔣中正政府提出嚴重抗議。
蓝钦于1991年因前列腺癌于缅因州肯纳邦克波特逝世。

## 著作
- 《蓝钦使华回忆录》（China Assignment），徵信新聞報編譯室譯，徵信新聞報1964年初版